# لیک کریک (اورگن)
لیک کریک (به انگلیسی: Lake Creek) یک منطقهٔ مسکونی در ایالات متحده آمریکا است که در شهرستان جکسون، اورگن واقع شده‌است.